# From the river to the sea

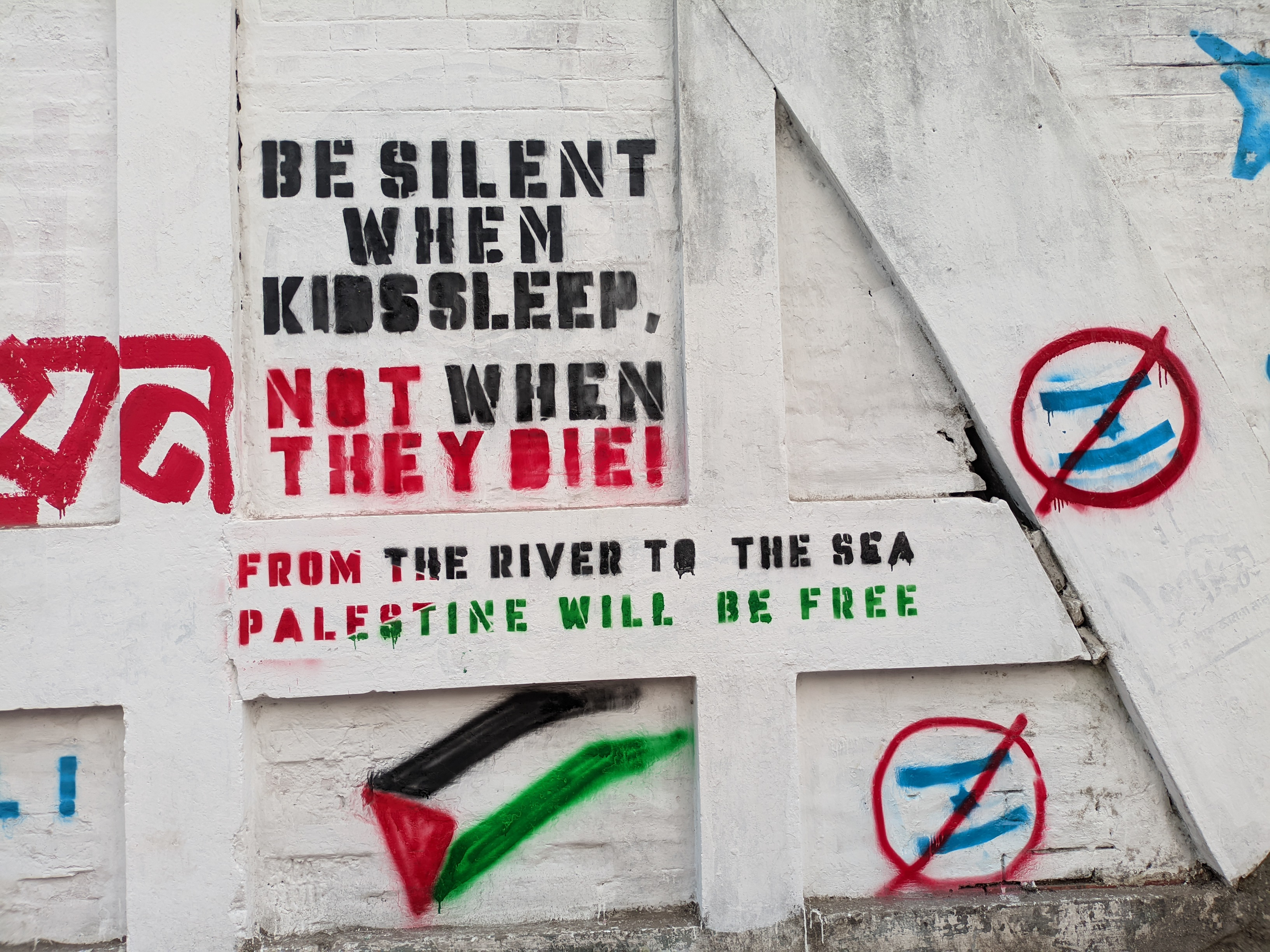
Slogan From the river to the sea Palestine will be free v areálu univerzity v Dháce

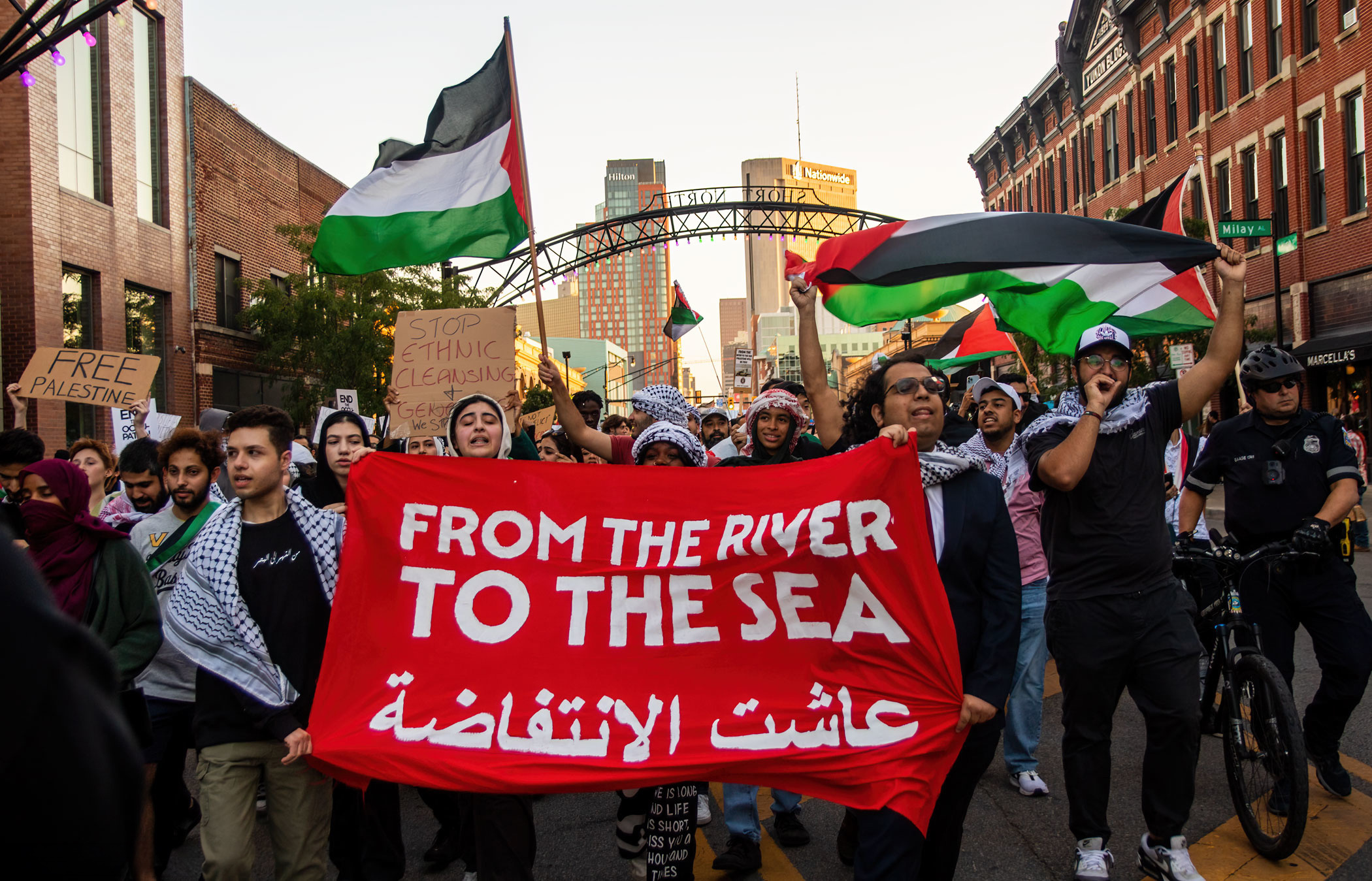
Slogan v angličtině i arabštině na transparentu, fotografie z propalestinských protestů ve městě Columbus v Ohiu

From the river to the sea (arabsky من النهر إلى البحر‎, Od vody k vodě) je fráze odkazující na území mezi Středozemním mořem a řekou Jordán, oblast označovanou jako Palestina. Na tomto území se nachází státy Izrael a palestinská území Západní břeh, Východní Jeruzalém a Pásmo Gazy. Poprvé byla fráze použita v 60. letech 20. století. Dnes je kritizována pro své protiizraelské vyznění (zvláště ve formátu From the river to the sea, Palestine will be free) a je používána na propalestinských demonstracích v kontextu války Hamásu s Izraelem. V listopadu bylo například označeno jako ilegální v Bavorsku, odsoudilo jej i české ministerstvo vnitra.

## Právní názor v Česku
V prosinci 2023 Městský soud v Praze nepravomocně zrušil rozhodnutí Magistrátu hlavního města Prahy, který zakázal propalestinskou demonstraci s používáním hesla „From the River to the See, Palestine will be free“. Demonstrace byla svolána na 5. prosince. Městský soud na základě posudku soudního znalce uvedl, že „Soud zjistil, že sporné heslo může mít více významů. Nelze říci, že nese jednoznačně násilné či dokonce genocidní poselství, jak konstatoval Magistrát hl. města Prahy.“ Rozsudek soudu tím také rozporoval stanovisko Ministerstva vnitra z listopadu 2023, které uvádělo, že heslo může být za určitých okolností považováno za trestný čin. V srpnu 2024 vydal rozsudek Nejvyšší správní soud. Podle něj heslo From the river to the sea, Palestine will be free (Od řeky k moři bude Palestina svobodná) má více významů, samo o sobě tak není důvodem pro zákaz či rozpuštění shromáždění. Podle rozsudku pražský magistrát pochybil.